# Dicliptera resupinata
Dicliptera resupinata là một loài thực vật có hoa trong họ Ô rô. Loài này được (Vahl) Juss. mô tả khoa học đầu tiên năm 1807.